# Principio de Curie
El principio de Curie —propuesto por Pierre Curie en 1894— puede ser enunciado como el principio que establece que la simetría de una causa se preserva en los  efectos.  En sus palabras: “ Cuando ciertas causas producen ciertos efectos, los elementos de simetría de las causas deben encontrarse en los efectos producidos”.
El principio fue formalizado por Curie de la siguiente manera: 
1. Si ciertas causas producen algún efecto conocido, los elementos simétricos de las causas deben encontrarse en los efectos generados.
2. Si los efectos conocidos manifiestan cierta desimetría (ausencia de elementos simétricos) esto debe ser encontrado en las causas que han generado esos efectos.
3. Lo  converso a esas dos proposiciones previas no es correcto, al menos de manera práctica: es decir, los efectos pueden tener una simetría más alta que las causas que han generado esos efectos.

El principio fue reformulado, en 1920, por Jaeger de la siguiente manera: «Los efectos pueden tener la misma simetría o una más alta que las causas, pero esas últimas no pueden tener una simetría más alta que los efectos producidos». 
Generalmente se considera que el principio se aplica a cualquier situación física.

## Telón de fondo: el concepto de simetría
El concepto de simetría ha variado a través de la historia.
Originalmente se lo concebía como significando que había una cierta relación, estable, entre los elementos que forman un todo.  Por ejemplo, las longitudes de los lados de todo triángulo tienen entre ellos ciertas relaciones que permiten clasificarlos. Desde este punto de vista, la simetría está cercanamente asociada con los conceptos de Armonía y Belleza.
Posteriormente armonía llegó a ser percibida como significando la igualdad de elementos que están geométricamente opuestos. Por ejemplo, el lado izquierdo y el derecho de una figura que pueden ser intercambiados sin modificar substancialmente la figura misma. Paso a paso esto se generalizó a significar que simetría implica invariancia bajo ciertas rotaciones, traslaciones y reflexiones especificadas. 
El paso que condujo a la concepción moderna de simetría se produjo en el siglo XIX, cuando se introdujeron al concepto nociones derivadas de la Teoría de grupos, dado que se notó que las operaciones de simetría de una figura satisfacen las condiciones para ser consideradas como grupo matemático. 
Lo anterior lleva a la concepción de equivalencia entre las nociones de simetría, equivalencia y grupo: un grupo (conjunto) de operaciones de simetría induce una división entre clases de equivalencia: los elementos que son intercambiados en esas operaciones de simetría están relacionados por una Relación de equivalencia, es decir, forman una clase. 
Así, la simetría ha llegado a ser considerada como invariancia bajo un grupo especificado de transformaciones. Esto permite aplicar el concepto no solo a figuras geométricas sino también a objetos abstractos, tales como fórmulas matemáticas, etc.
Es desde ese punto de vista que se debe entender el principio de Curie. Simplificando, establece que, a nivel físico, las relaciones causales se preservan en los efectos.

## Interpretación
De acuerdo a Ismael el principio debe entenderse como refiriéndose a la relación entre dos  estados de un sistema físico. Esos estados se relacionan por una  función o ley física. Si la función / ley es dinámica, los estados en cuestión son estados en momentos diferentes (de los cuales el anterior es “la causa” del subsecuente). Si la ley es de “coexistencia”, los estados son una descripción parcial del sistema en su totalidad en un momento dado. 
Entendido así, lo que el principio establece es que las transformaciones que muestran simetría en el “fenómeno general o causal” se mantienen en los fenómenos resultantes o posteriores. “Mas intuitivamente, dice que las transformaciones que dejan sin cambiar los valores de los parámetros relevantes también dejan sin cambios sus efectos”. (Ismael, op. cit, conclusiones).

## Citas y referencias
1. ↑   P. Curie (1894):  Sur la symétrie dans les phénomènes physiques, symétrie d'un champ électrique et d'un champ magnétique
2. ↑    JENANN ISMAEL (1997): CURIE’S PRINCIPLE
3. ↑   Curie 1894, p 401, citado por Alan Francis Chalmers (1970) en: Curie's Principle
4. ↑   Jaeger, Francis Mauritius (1920) Lectures on the Principle of Symmetry and Its Application in All Natural Sciences 2nd Ed., Elsevier, Amsterdam.
5. ↑    A. F. Chalmers (1970): Curie's Principle
6. ↑   Para esto y todo lo que sigue en esta sección, ver Brading, Katherine y Castellani, Elena, (2003): Symmetry and Symmetry Breaking, en The Stanford Encyclopedia of Philosophy (Fall 2008 Edition), Edward N. Zalta (ed.)
7. ↑   JENANN ISMAEL CURIE’S PRINCIPLE

- Datos: Q3403596